# Pierre Prévost (peintre)
Pour les articles homonymes, voir Pierre Prévost et Prévost.
Pierre Prévost, né le 7 décembre 1764 à Montigny-le-Gannelon et mort le 9 janvier 1823 à Paris, est le premier grand peintre de panoramas français.

## Biographie

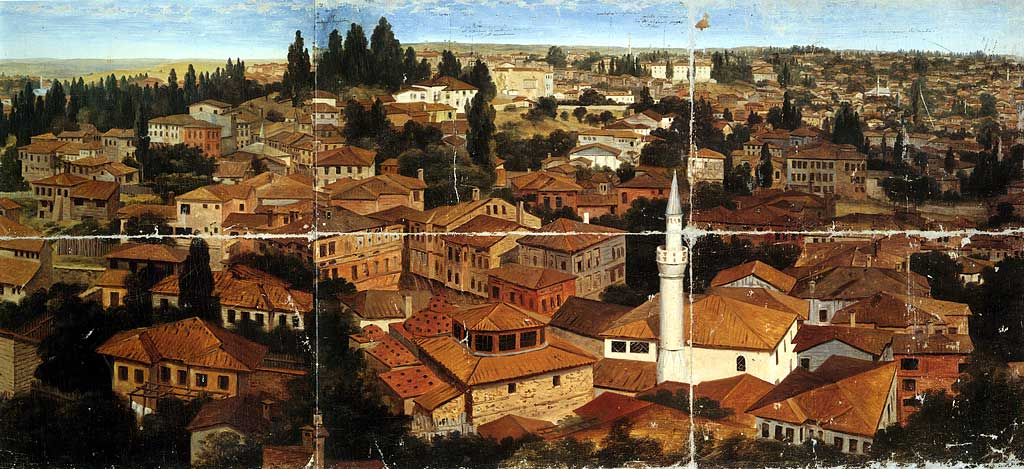
Toile préliminaire pour le Panorama de Constantinople, détail, 1818.

Issu d'une famille de vignerons d’une certaine d’aisance, mais pas suffisamment riches pour lui donner l’éducation qu’aurait exigée le goût qu’il manifestait pour les arts, l’inclination artistique de Prévost était tellement prononcée que son père se détermina à se sacrifier pour l’envoyer à Paris. Il avait déjà passé, à son arrivée dans la capitale, la première jeunesse, mais il eut la chance de trouver en Pierre-Henri de Valenciennes un maître qui se plut à cultiver ses rares dispositions. Cet habile professeur ne cessant de lui recommander l’étude de la nature, et celle de Poussin et de Lorrain, l’élève faisait son profit de ces sages leçons, et se perfectionnait chaque jour dans son art, mais, dénué de fortune, et désirant venir au secours de sa famille, il s'imposa, pendant plusieurs années, toutes sortes de privations.
Sa persévérance fut enfin récompensée et les ouvrages qu’il exposa au Salon du Louvre commencèrent à le faire connaître avantageusement. Paraissant annoncer la même sagesse dans la composition, le même grandiose dans les lignes, la même noblesse dans le style que Poussin, il semblait destiné, sous le rapport de l’exécution, à maintenir en France le genre du paysage à la hauteur où l’avait élevé ce dernier. Néanmoins, malgré un talent incontestable, il n’aurait peut-être obtenu que le second rang parmi les peintres de paysage si l’invention du procédé des panoramas, n’était venue lui faire embrasser ce genre nouveau de peinture dans lequel il est demeuré sans rival et qu’il rendit célèbre en France : le brevet d'exploitation en France avait été cédé par Robert Fulton à William James Thayer en 1799-1800, lequel possédait le futur passage des Panoramas, où il fit construire deux rotondes, et embaucha Prévost, entre autres, pour concevoir les toiles panoramiques. Le premier panorama parisien a été conçu et ouvert en 1799.

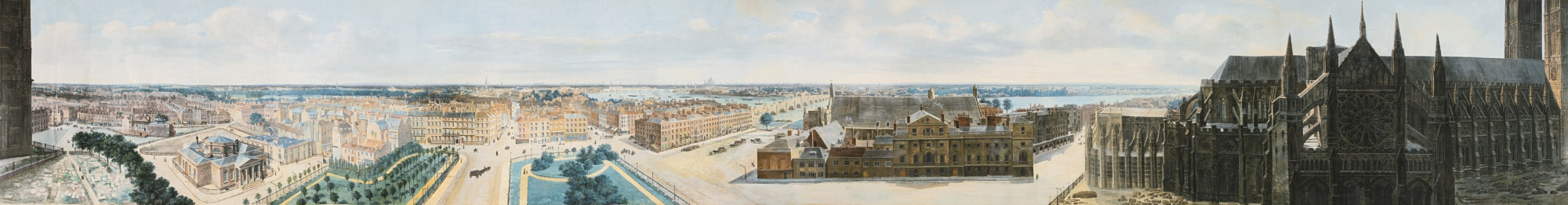
A Panoramic View of London, from the Tower of St. Margaret's Church, Westminster

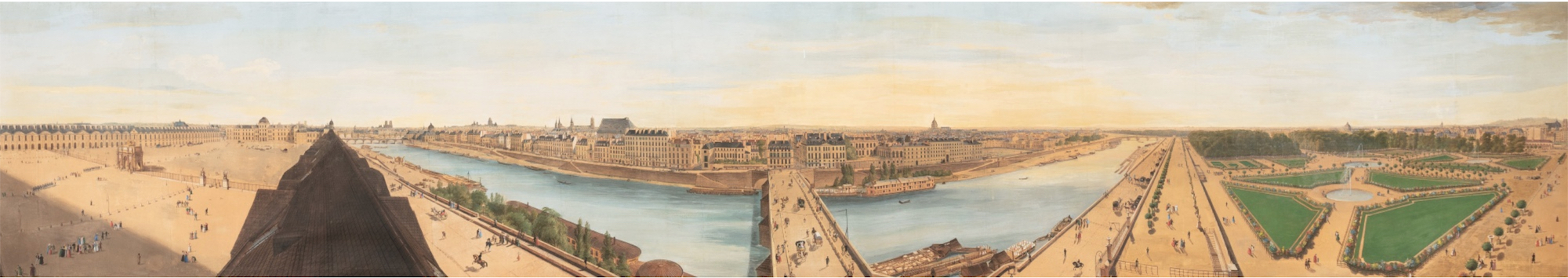
Panorama de Paris vu du Pavillon de Flore, vers 1812.

Le premier tableau qui le fit connaître fut celui de Paris, avant de perfectionner graduellement, dans l’exécution de dix-sept autres, son talent pour arriver à cette maturité au-delà de laquelle il est difficile d’imaginer quelque chose de supérieur. Parmi ces panoramas successifs, les plus remarquables sont ceux de Rome, de Naples, d’Amsterdam, de Boulogne, de Tilsitt, de Wagram, d’Anvers, de Londres, de Jérusalem et d’Athènes.
Toujours fidèle imitateur de la nature, il allait copier sur les lieux mêmes les sujets qu’il rendait ensuite avec perfection. Doué à un haut degré d’une mémoire visuelle, il se contentait de prendre sur les lieux de simples croquis d’une grande exactitude linéaire. Tous les détails existaient seuls dans sa mémoire : souvent même, il les exécutait longtemps après les avoir dessinés.
Peu de peintres ont su, avec autant de talent que lui, rendre les différents aspects de la campagne, et reproduire sur la toile, avec une vérité aussi frappante, la nature dans tous ses détails et sous toutes ses formes. Jamais l’illusion n’avait été poussée plus loin. Sa manière varie suivant les objets ou les sites qu’il représente. Ainsi, le ciel de Tilsitt n’est pas celui de Jérusalem ou d’Athènes ; l’aspect nébuleux de Londres forme un contraste avec celui de Naples. Il n’est pas jusqu’à la plaine de Wagram, où la fumée de l’artillerie, celle de l’incendie de plusieurs villages qui brûlent, se distinguent parfaitement des nuages qui parcourent le ciel, et des vapeurs qui indiquent le cours lointain du Danube. Jamais l’exactitude n’est sacrifiée à l’effet et c’est par la seule vérité qu’il a cherché à susciter l’intérêt.
Un des talents de Prévost fut de choisir, pour l’aider dans ses travaux qu’il ne pouvait, en raison de leur étendue, exécuter seul, des artistes au mérite en harmonie avec le sien, tels que Bouton et Daguerre. Il se fit aider aussi par son frère, Jean Prévost (vers 1768-1853) ; Jean Prévost a écrit des notices explicatives sur les panoramas réalisés par son frère.
Comme peintre de paysages, ses tableaux à l’huile prouvent que le travail des panoramas n’avait pas appesanti sa main ; ils sont peints avec une grande légèreté, et remarquables par le charme et la vérité du coloris : c’est surtout dans la gouache, qu’il a porté l’exécution au dernier degré de perfection.
En 1817, il s’embarqua, dans l’intention de reproduire la vue des lieux les plus célèbres de la Grèce et de l’Asie, avec Forbin, dont il résulta deux panoramas de Jérusalem et d’Athènes. Prévost s’occupait de la peinture de celui de Constantinople, lorsqu’une fluxion de poitrine, qu’il avait contractée en peignant le panorama d’Athènes, l’enleva, à l’âge de cinquante-neuf ans. Depuis son voyage, sa santé n’avait fait que s’altérer. Il avait emmené avec lui son neveu, le jeune Léon Mathieu Cochereau, tout à la fois son élève et son ami, et dont les premiers essais promettaient un peintre d’un grand talent. Ayant eu le malheur de le perdre dans la traversée, le chagrin qu’il en ressentit, le frappa dans son existence. L’entreprise des panoramas, dans laquelle il était intéressé à la fois comme artiste et comme entrepreneur, lui avait fait contracter des dettes considérables, qu’il était parvenu à éteindre. Son projet était de consacrer désormais ses gains au soulagement des indigents. La mort ne lui permit pas de réaliser ces vues.
Il est inhumé au cimetière du Père-Lachaise (11e division).

## Hommages
Une huile sur toile peinte par son neveu Cochereau, Prévost expliquant ses panoramas ou Cours fait par Prévost pour apprendre à peindre les panoramas (105 × 130 cm), est conservée à Chartres, au musée des Beaux-Arts.

## Œuvre

### Salons
- 1796 : Paysage au soleil couchant ; Un orage ; Paysage ; Paysage au soleil couchant
- 1798 : Paysage au soleil couchant
- 1799 : Paysage au crépuscule
- 1800 : Un orage, paysage
- 1810 : Ruines de l'ancien château de Vertrieux près la grotte de la Balme (Isère)
- 1814 : Paysage historique ; Paysage au soleil couchnt
- 1824 : (exposition posthume) Paysage, effet de clair de lune, site pris dans les environs de Jaffa ; Site de la Syrie[1].

### Expositions: principaux panoramas
Pierre Prévost exécute ses panoramas en collaboration avec Charles Marie Bouton (1781-1853), Louis Daguerre (1787-1851), avec son frère Jean Prévost, son neveu Léon Mathieu Cochereau (1793-1817) et son élève Roumy.
- 1798 : Vue de Paris depuis les Tuileries ou Paris, vue prise du pavillon du milieu des Tuileries, inaugurée en juillet 1799 dans la première rotonde construite à Paris au début de l'an VII (hiver 1798-1799) dans l'ancien enclos du couvent des Capucines, rue Neuve-des-Capucines, renommé « jardin d'Apollon »[2]
- 1800 : L'Évacuation de Toulon par les Anglais en 1793
- 1801 : Lyon
- 1802 : Londres[3], exposé à la rotonde du boulevard des Capucines, remplacé au commencement de l'année 1819 par la vue de Jérusalem.
- ???? : Boulogne avec la flottille des bateaux plats au moyen de laquelle Napoléon projetait de faire une descente en Angleterre
- 1807 : Amsterdam ou Amsterdam, effet de neige[4]
- ???? : Rome
- ???? : Naples
- 1812 : Anvers ou Anvers et la flotte avec voiles déployées remontant l'Escaut
- ???? : Vienne et les bords du Danube
- ???? : Calais ou le débarquement de Louis XVIII
- 1807 : Tilsitt, entrevue des empereurs Napoléon Ier et Alexandre,
- ???? : Wagram ou Bataille de Wagram.
- 1819 : Jérusalem, exposé à la rotonde du boulevard des Capucines jusqu'en 1821, puis remplacé par Athènes.
- 1821 : Athènes[1]
- 1822/1823 : Constantinople. La toile préliminaire Panorama de Constantinople divisée en seize compartiments numérotés est conservée à Paris au musée du Louvre.

### Collections publiques

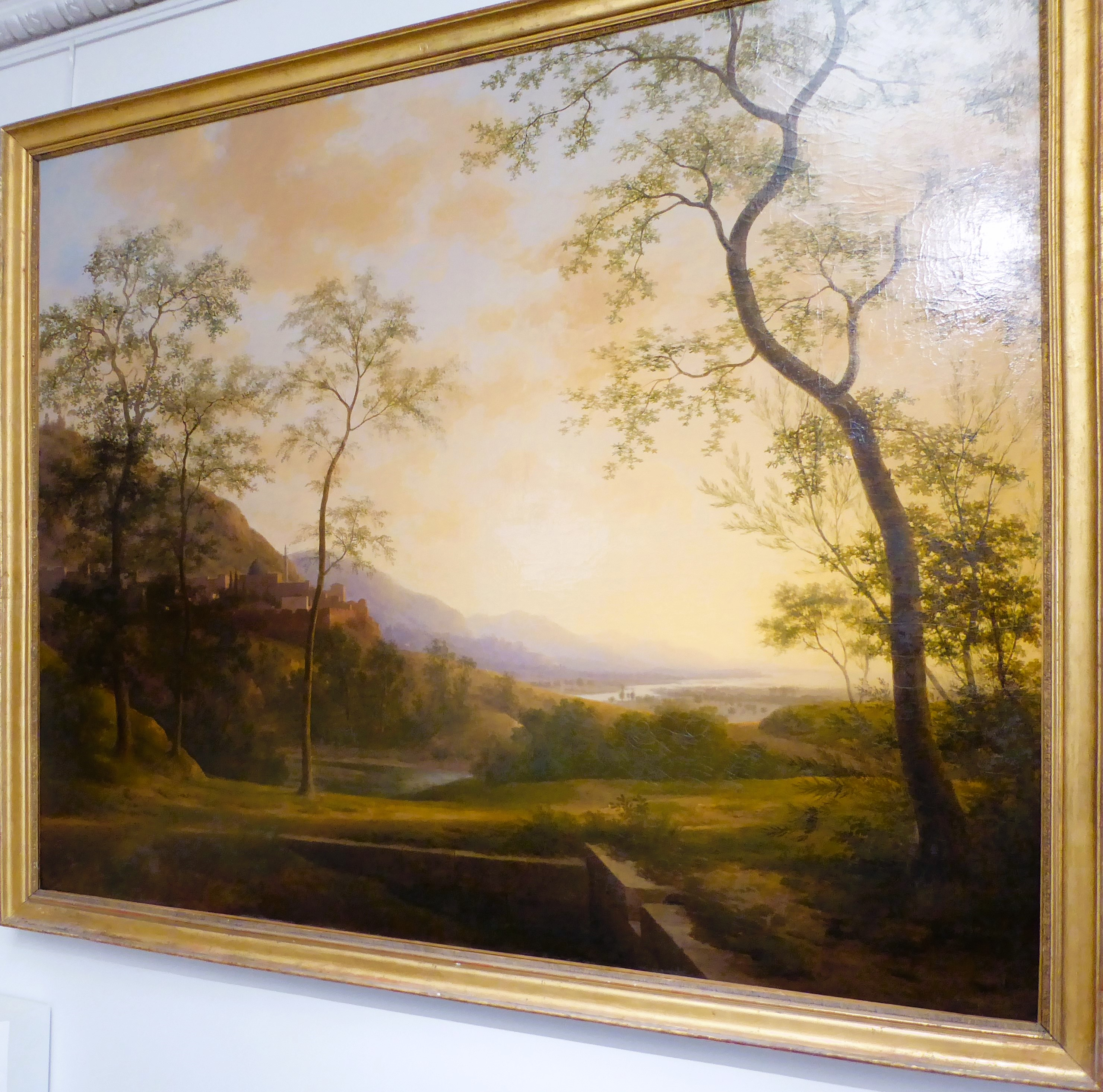
La Vallée du Jourdain, huile sur toile, 1819, musée de Châteaudun.

- Châteaudun, musée des Beaux-Arts et d'Histoire naturelle : La Vallée du Jourdain, huile sur toile, 1819 (inv. SD.81.31).